# Regina dei cieli
Regina dei cieli è uno dei titoli che nell'antichità vennero attribuiti a numerose divinità femminili nel Vicino Oriente e nel bacino del Mediterraneo. Le forme ed il contesto di questo tipo di venerazione furono vari. In particolare si possono ricordare tra le varie divinità che assunsero questo titolo: Anat, Iside, Inanna, Astarte e  Asherah (come attesta il profeta Geremia nella Bibbia). Nella più tarda religione greca fu Era ad attribuirsi questo titolo (un altro suo attributo era che il cielo stellato era il volto di Era) e quindi presso la religione romana, dalla sua corrispondente Giunone. Nella religione norrena la regina del cielo fu Frigg. 
Nel Cattolicesimo romano il titolo di regina dei cieli venne quindi ereditato da Maria Regina. Per i cristiani protestanti la regina dei cieli è un demone, poiché il nostro Dio è un Dio geloso, come si evince anche dai 10 Comandamenti: 3 Non avere altri dèi oltre a me. 4 Non farti scultura, né immagine alcuna delle cose che sono lassù nel cielo o quaggiù sulla terra o nelle acque sotto la terra. 5 Non ti prostrare davanti a loro e non li servire, perché io, il SIGNORE, il tuo Dio, sono un Dio geloso; punisco l'iniquità dei padri sui figli fino alla terza e alla quarta generazione di quelli che mi odiano, 6 e uso bontà, fino alla millesima generazione, verso quelli che mi amano e osservano i miei comandamenti. Esodo 20:3-6 (Nuova Riveduta). E anche come riportato dal profeta Geremia 44:17-19. Invece, da quando abbiamo smesso di bruciare incenso e di offrire vino alla regina del cielo, ci è mancato ogni aiuto e siamo stati sterminati dalla spada e dalla fame» Geremia 44:18 (Interconfessionale).